# Clase Pizarro
Los cañoneros, luego fragatas, de la clase Pizarro fueron los primeros buques importantes en entrar en servicio en la Armada Española después de la Guerra civil. 

## Historia
Fueron encargados en dos series de cuatro, una en 1941 y otra en 1943, con la idea de disponer de unos buques con potente armamento antiaéreo. Sin embargo, las vicisitudes sufridas por los diversos proyectos de cañones de doble propósito (antiaéreos y antisuperficie) de 90, 105 y 120 mm que se desarrollaron a lo largo de los años 40 y 50 en España obligaron a adoptar unas piezas de 120/50 mm en montajes dobles de fabricación nacional, basados en los cañones de doble propósito de 120 mm montados en los cruceros clase Canarias, que si bien sobre el papel parecían ser un buen armamento, en realidad no servían para el tiro antiaéreo. Las razones fueron fundamentalmente dos: 
- problemas de municionamiento en un país aislado internacionalmente.
- carencia absoluta de una dirección de tiro eficaz.

Desde el punto de vista de la plataforma, eran unos buques sencillos, de tecnología muy conocida en España, turbinas Parsons y calderas Yarrow del tipo de las utilizadas por los Clase Churruca, aunque de menor tamaño y potencia, y por tanto, fiables. Además, la sencillez de la plataforma hizo que se construyeran en relativamente poco tiempo, al menos en comparación con los destructores de Clase Audaz y Oquendo.
Por la razón anterior, la mayoría entraron en servicio con armamento provisional (cañones de 101,6, 105 o 120 mm en montajes simples), a la espera de recibir las torres dobles de 120 mm a medida que estuviesen disponibles, lo que no ocurrió hasta el año 1952.
Como anécdota decir que la denominación de cañoneros no les duró mucho, ya que por Orden Ministerial de 29/06/1955, se recalificaron como fragatas.
Además, la fiabilidad y el uso de tecnologías dominadas por la industria nacional contribuyeron a que fueran unidades de buen rendimiento, como las Descubierta (no confundir con las Descubierta de los años ochenta F-30) o la tercera serie de destructores  Churruca, también conocidos como Liniers, con los que compartían tecnología de máquinas, con una vida operativa bastante larga: hasta 28 años.
Hay que decir, sin embargo, que tanto el Vasco Núñez de Balboa como el Martín Alonso Pinzón tuvieron problemas en la planta motriz debido a la mala calidad de los aceros empleados en sus calderas, que trajeron como consecuencia la prematura retirada de servicio de estos dos buques.

## Modernizaciones
Dos unidades de la clase, el Vicente Yáñez Pinzón y el Legazpi, fueron incluidas en el Programa de Modernización de 1955 nacido tras los acuerdos de 1953, recibiendo equipos y armamento que los capacitaban como buques antisubmarinos, con una digna capacidad antiaérea, gracias a cañones y direcciones de tiro de origen estadounidense. Mediante esta modernización, siguieron operando desde Ferrol hasta la entrada en servicio de las fragatas de la Clase Baleares, aunque su reducida velocidad los relegaba a un papel más bien de entrenamiento que de combate.
De hecho, el Vicente Yáñez Pinzón estuvo dedicado los últimos años de su vida a funciones de entrenamiento de guardamarinas. El resto de los buques de la clase cumplieron funciones de patrulla costera y colonial a lo largo de toda su vida.

## Buques de la clase Pizarro
| Nombre                | Numeral | Astillero    | Botado | Modernizado | Baja | Causa      |
| --------------------- | ------- | ------------ | ------ | ----------- | ---- | ---------- |
| Pizarro               | F-31    | Bazán Ferrol | 1946   | no          | 1970 | Desguazado |
| Hernán Cortés         | F-32    | Bazán Ferrol | 1947   | no          | 1971 | Desguazado |
| Vasco Núñez de Balboa | F-33    | Bazán Ferrol | 1947   | no          | 1965 | Desguazado |
| Martín Alonso Pinzón  | F-34    | Bazán Ferrol | 1948   | no          | 1966 | Desguazado |
| Magallanes            | F-35    | Bazán Ferrol | 1948   | no          | 1971 | Desguazado |
| Sarmiento de Gamboa   | F36     | Bazán Ferrol | 1950   | no          | 1974 | Desguazado |
| Vicente Yáñez Pinzón  | F-41    | Bazán Ferrol | 1949   | 1960        | 1983 | Desguazado |
| Legazpi               | F-42    | Bazán Ferrol | 1951   | 1960        | 1978 | Desguazado |

### Secuencias de designación
Clase Júpiter→Clase Eolo→Clase Pizarro→Clase Descubierta→Clase Baleares→Clase Santa María→Clase Álvaro de Bazán→Clase Bonifaz (prevista)